# 人生強壮剤キヨブタX
『人生強壮剤キヨブタX』（じんせいきょうそうざいキヨブタエックス）は、1996年4月4日から1997年3月27日まで名古屋テレビで放送されたヒューマンドキュメンタリー番組。放送時間は毎週木曜23:25 - 23:55（JST）、『大相撲ダイジェスト』の放送期間中は放送休止。

## 概要
各自が持つ夢に向かって活動する東海3県在住の人物たちを特集していた深夜番組で、リポーターが取材してきた内容を基に司会の布川敏和らがスタジオでトークを展開していた。
番組タイトルの「キヨブタ」とは、初回放送日当日の中日新聞テレビ欄に掲載の番組解説によれば清水の舞台の略で、清水の舞台から飛び降りるつもりで新しい人生に踏み切った若者たちを支援するという意味合いから付けたものことである。ただし、実際には若者だけでなく、彼らも顔負けなほど精力的な活動をしている中高年を特集することもあった。

## 出演者

### 司会
- 布川敏和
- SATSUKI

### リポーター
- 西山浩司
- 高橋真美
- 久保田篤
- ほか

## エピソード
後日談であるが、司会の布川は自身のブログで一度だけこの番組を話題に出したことがある。